# Harjavalta

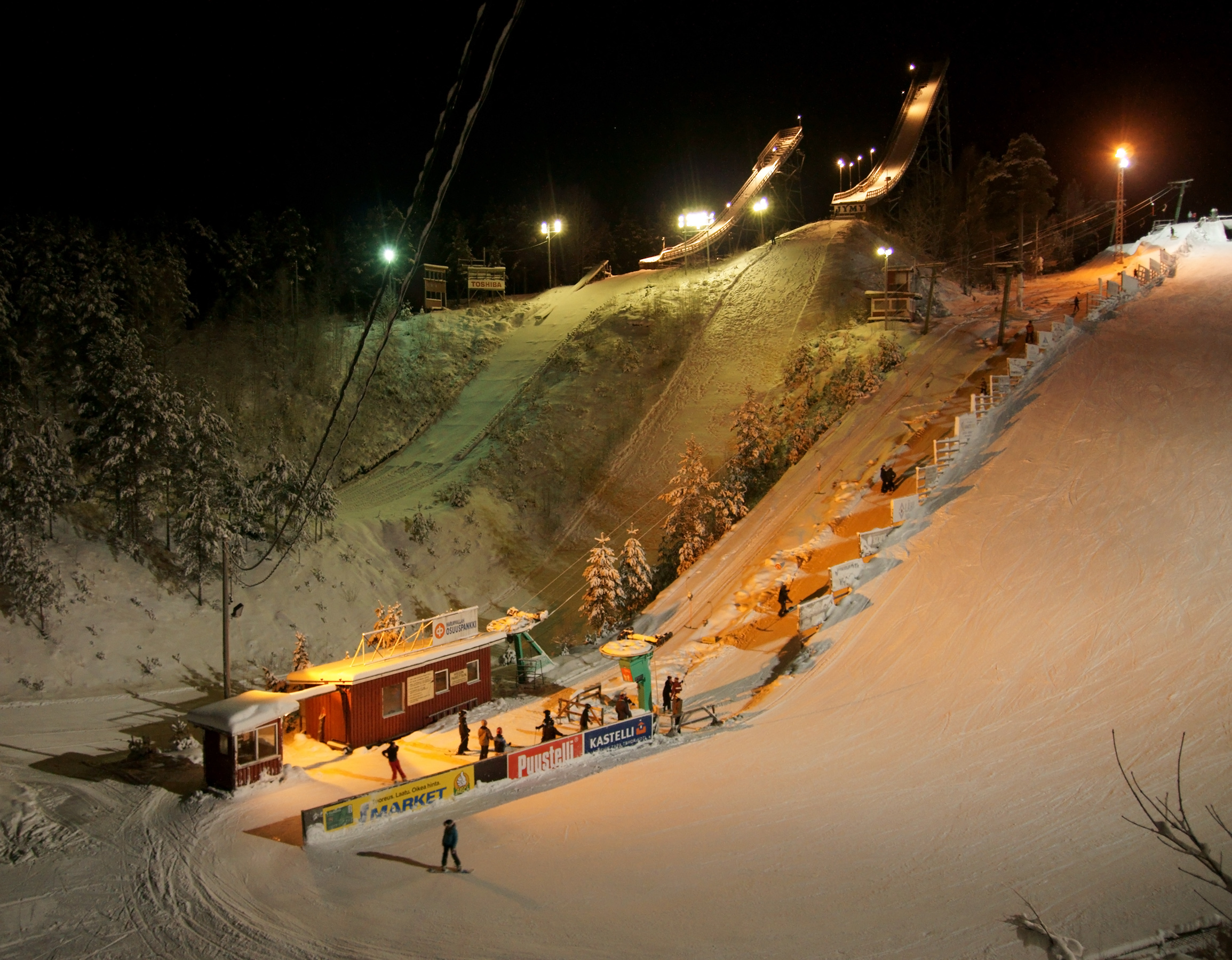
Estación de esquí en Hiittenharju

Harjavalta es una ciudad de Finlandia, ubicada en la región de Satakunta. Tiene 
7 498 habitantes y un área de 127,74 km², de los cuales 4,28 km² es agua. La ciudad se fundó en 1869 y adquirió los derechos de ciudad en 1977. En Harjavalta hay un centro
de deporte y tiempo libre, llamado Hiittenharju, que es un centro de esquí en invierno.
- Datos: Q986578
- Multimedia: Harjavalta / Q986578